# Пурда (гмина)
Пурда (пол. Purda) — сельская гмина (волость) в Польше, входит как административная единица в Ольштынский повет, Варминьско-Мазурское воеводство. Население — 7150 человек (на 2004 год).

## Демография
| Перепись                       | Всего   | Всего | Женщины | Женщины | Мужчины | Мужчины |
| ------------------------------ | ------- | ----- | ------- | ------- | ------- | ------- |
| Единицы                        | человек | %     | человек | %       | человек | %       |
| Население                      | 7150    | 100   | 3543    | 49,6    | 3607    | 50,4    |
| Плотность населения (чел./км²) | 22,5    | 22,5  | 11,1    | 11,1    | 11,3    | 11,3    |

## Поселения
1. Балды
2. Балдзки-Пец
3. Бутрыны
4. Хаберково
5. Гилавы
6. Каборно
7. Клебарк-Малы
8. Клебарк-Вельки
9. Клевки
10. Копанки
11. Лайс
12. Марцинково
13. Нова-Калетка
14. Нова-Весь
15. Пайтуны
16. Патрыки
17. Прейлово
18. Пшикоп
19. Пурда
20. Пурдка
21. Стара-Калетка
22. Щенсне
23. Тренкус
24. Згнилоха

## Соседние гмины
1. Гмина Барчево
2. Гмина Дзвежуты
3. Гмина Едвабно
4. Ольштын
5. Гмина Ольштынек
6. Гмина Пасым
7. Гмина Ставигуда